# Fun and Serious Game Festival
Fun and Serious Game Festival est un festival de jeux vidéo qui se déroule depuis sa création en 2011 dans la ville espagnole de Bilbao entre fin novembre et début décembre. 
Son objectif est de reconnaître l’importance culturelle des jeux vidéo. À cette fin, le festival organise plusieurs activités de loisirs et de formation, à l'instar des conférences VIT et des prix Fun & Serious.
Le Fun & Serious Game Festival bénéficie du soutien du gouvernement régional basque - SPRI (Agence basque de développement des entreprises), de la mairie de Bilbao et du Conseil Régional de Vizcaya. En outre, il est sponsorisé par le quotidien El Correo. Parmi les partenaires stratégiques de l'événement il est intéressant de souligner le soutien apporté par des marques du secteur telles que Microsoft, PlayStation et Ubisoft. Le festival compte sur la collaboration de l'Association espagnole des jeux vidéo (AEVI).
Le festival s'achève avec le gala des Prix Titanium décernés aux meilleurs jeux de l'année. La première édition de ces prix a eu lieu en 2015. Ce prix a changé de nom et de design, et fait désormais référence au titane, un métal qui représente la transformation vécue par la ville de Bilbao. En 2016, 25 000 personnes y ont participé.
En 2018, lors de sa huitième édition, le festival change de lieu et s'installe au Bilbao Exhibition Centre de Baracaldo dans le but d'augmenter la capacité habituelle
En 2019, il tiendra sa IX édition, du 6 au 9 décembre, où Yōko Shimomura recevra le prix Titanium pour sa contribution au monde de la musique de jeux vidéo. En outre, le compositeur fera un exposé lors des VIT Talks du festival

## Prix

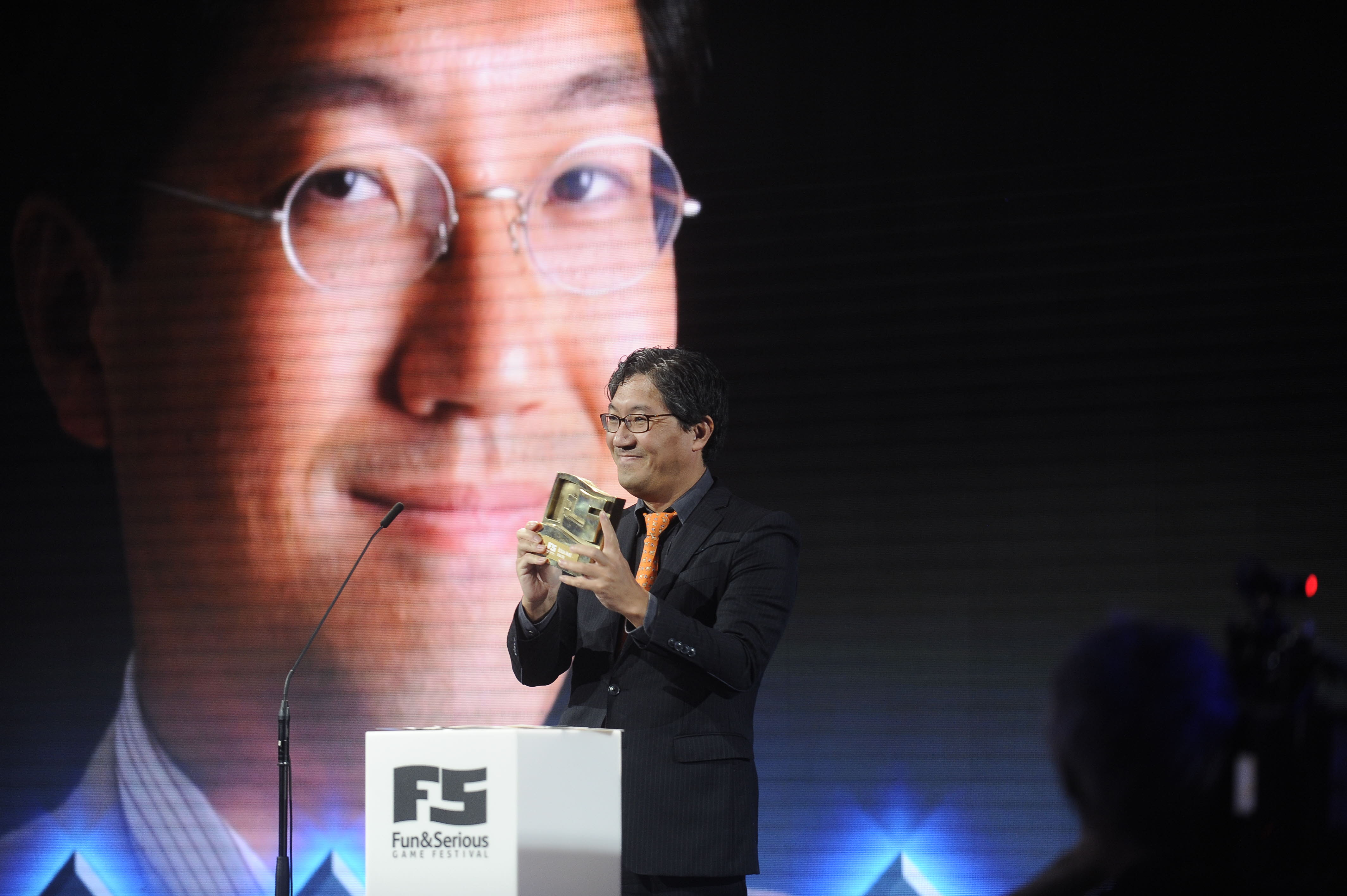
Fumito Ueda, prix Bizkaia 2018

### 2011
Le premier gala des Prix Titanium a eu lieu le 8 novembre 2011 au Théâtre Campos Elíseos de Bilbao et a été présenté par Patricia Conde et Alex Odogherty 
| Catégorie                     | Lauréat                           |
| ----------------------------- | --------------------------------- |
| Jeu de l'année (européen)     | Battlefield 3                     |
| Jeu de l'année (non européen) | Uncharted 3: La trahison de Drake |

### 2012
| Catégorie      | Lauréat |
| -------------- | ------- |
| Jeu de l'année | Halo 4  |

### 2013
| Catégorie      | Lauréat |
| -------------- | ------- |
| Jeu de l'année | GTA V   |

### 2014
| Catégorie      | Lauréat                               |
| -------------- | ------------------------------------- |
| Jeu de l'année | Le Terre du Milieu: L'Ombre du Mordor |

### 2015
| Catégorie           | Lauréat               |
| ------------------- | --------------------- |
| Prix Bizkaia        | Alexey Pajitnov       |
| Prix Avant-garde    | Tim Schafer           |
| Prix Pionnier       | James Armstrong       |
| Jeu de l'année      | The Witcher:Wild Hunt |
| Meilleure Bande Son | Life is Strange       |

### 2016
Le gala a eu lieu au Musée Guggenheim de Bilbao et a été présenté par l'actrice Itziar Atienza et le journaliste Toni Garrido. Les prix ont été remis par Ed Vaizey, le joueur de basket Alex Mumbrú et le comédien Hovik Keuchkerian
| Catégorie        | Lauréat                         |
| ---------------- | ------------------------------- |
| Prix Bizkaia     | Yuji Naka                       |
| Prix Avant-garde | Harvey Smith                    |
| Prix d'honneur   | Warren Spector                  |
| Jeu de l'année   | Uncharted 4: La fin d'un voleur |

### 2017
Le gala s'est déroulé au Musée Guggenheim de Bilbao et a été présenté par le journaliste Iñaki Lópezet l'actrice Itziar Atienza.
| Catégorie        | Lauréat                                 |
| ---------------- | --------------------------------------- |
| Prix Bizkaia     | John Romero                             |
| Prix d'honneur   | Jordan Mechner                          |
| Prix Avant-garde | Jeff Kaplan                             |
| Jeu de l'année   | The Legends of Zelda:Breath of the Wild |

### 2018
| Catégorie      | Lauréat                |
| -------------- | ---------------------- |
| Prix Bizkaia   | Fumito Ueda            |
| Prix d'honneur | Brenda Romero          |
| Prix Pionnier  | Jade Raymond           |
| Jeu de l'année | Red Dead Redemption II |

### 2019
| Catégorie        | Lauréat                      |
| ---------------- | ---------------------------- |
| Prix Bizkaia     | Tim Willits                  |
| Prix Avant-garde | Bruce Straley                |
| Prix Pionnier    | Yöko Shimomura               |
| Jeu de l'année   | Star Wars Jedi: Fallen Order |
| Prix d'honneur   | Greg Street                  |